# العلاقات الألمانية الداخلية

ألمانيا الغربية وألمانيا الشرقية (1949–1990)

العلاقات الألمانية الداخلية (بالألمانية: Innerdeutsche Beziehungen)‏؛ تُعرف أيضًا باسم العلاقات بين ألمانيا الشرقية وألمانيا الغربية أو العلاقات العلاقات الألمانية الألمانية (بالألمانية: deutsch-deutsche Beziehungen)‏ - كانت الاتصالات السياسية والدبلوماسية والاقتصادية والثقافية والشخصية بين البلدين؛ جمهورية ألمانيا الاتحادية (ألمانيا الغربية) وجمهورية ألمانيا الديمقراطية (ألمانيا الشرقية) في فترة التقسيم الرسمي بين الغرب والشرق في التاريخ الألماني من تأسيس ألمانيا الشرقية في 7 أكتوبر 1949 إلى إعادة توحيد ألمانيا في 3 أكتوبر 1990.

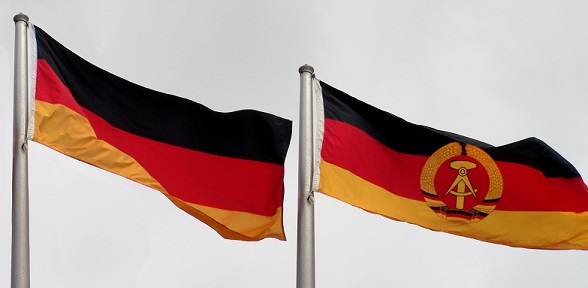
أعلام الدولتين الألمانيتين

## لمحة تاريخية

### فترة ما بعد الحرب

ألمانيا 1947: مناطق الاحتلال الأربعة ومحمية سار والأراضي الشرقية الألمانية

بعد الاستسلام غير المشروط للقوات الألمانية في مايو 1945 تفكك التحالف المناهض لهتلر بين الولايات المتحدة والاتحاد السوفيتي، وتولدت فكرة تقسيم الدولة المهزومة منذ ذلك الحين من الصراع بين الشرق والغرب (الحرب الباردة)، مما جعل القسم الألماني الداخلي جزءًا من الستار الحديدي الذي قسم العالم.
كانت المعالم الهامة للترسيم التدريجي هي كشروع مارشال بقيادة الولايات المتحدة في عام 1947 وكذلك إصلاح العملة الغربية وحصار برلين في عام 1948. اندماج مناطق الاحتلال الغربي في مجتمع القوى الغربية وتلك الخاصة بالجزء الشرقي في نظام الاتحاد السوفياتي رافق تأسيس جمهورية ألمانيا الاتحادية وجمهورية ألمانيا الديمقراطية في عام 1949.